# Christian-Albert de Hohenlohe-Langenbourg
 (mai 2019).
Si vous disposez d'ouvrages ou d'articles de référence ou si vous connaissez des sites web de qualité traitant du thème abordé ici, merci de compléter l'article en donnant les références utiles à sa vérifiabilité et en les liant à la section « Notes et références ».

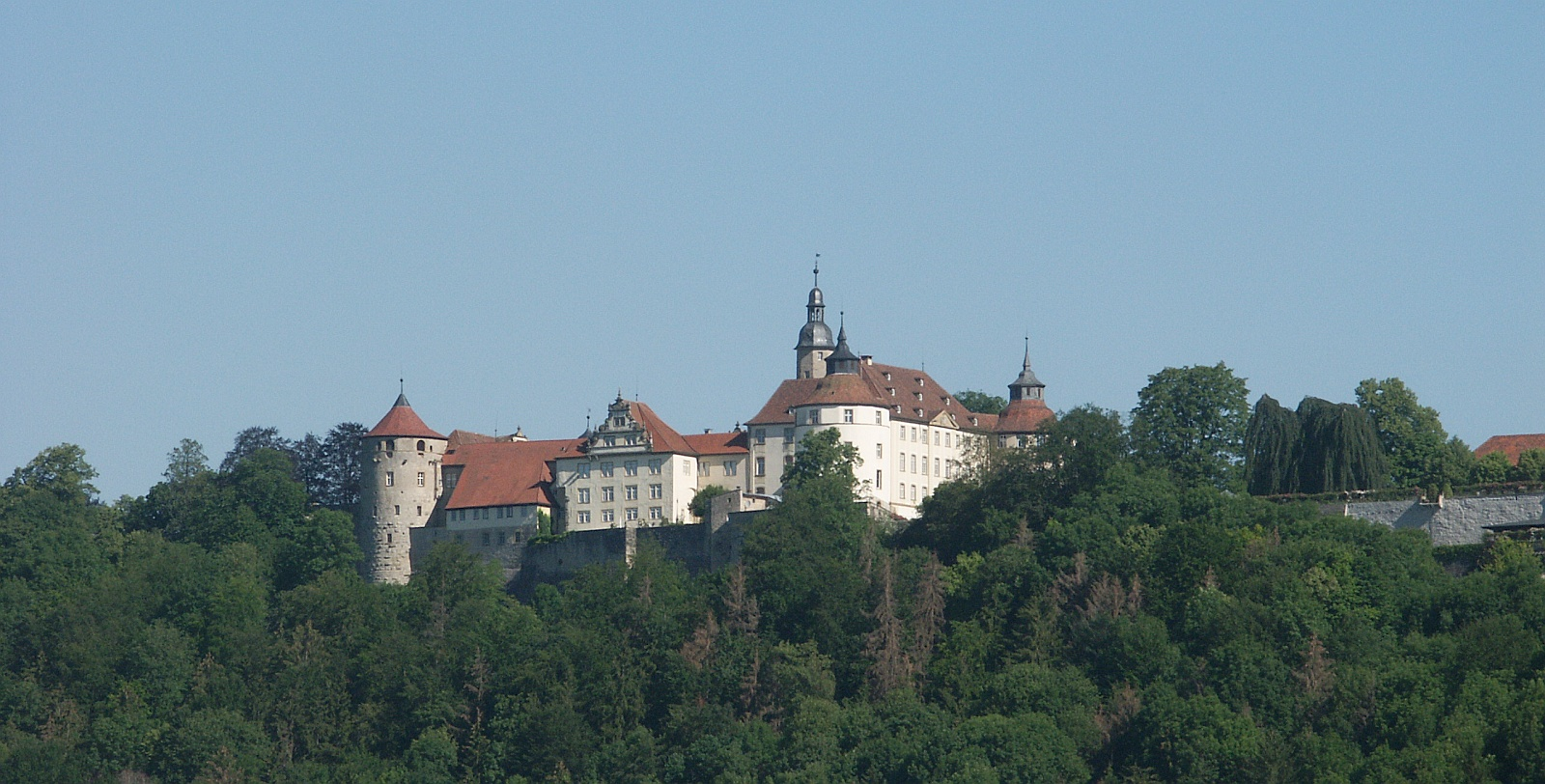
Vue du château de Langenbourg

Christian-Albert de Hohenlohe-Langebourg (Christian Albrecht zu Hohenlohe-Langenburg), né le 27 mars 1726 à Langenbourg et mort le 4 juillet 1789 à Ludwigsruhe, est le deuxième prince de Hohenlohe-Langenbourg et un lieutenant-général des Pays-Bas.

## Biographie
Christian-Albert de Hohenlohe-Langenbourg est le fils aîné du comte Louis de Hohenlohe-Langenbourg, de la branche protestante des Hohenlohe et de la comtesse Éléonore de Nassau-Sarrebruck. Le comte Louis et tous ses descendants sont élevés au rang de prince d'Empire par l'empereur François Ier, le 7 janvier 1764.
Christian-Albert de Hohenlohe-Langenbourg épouse le 13 mai 1761 la princesse Caroline de Stolberg-Gedern (1732–1796) à Gedern. Elle est la fille du prince Frédéric-Charles de Stolberg-Gedern et de Louise-Henriette de Nassau-Sarrebruck.
De ce mariage sont issus :
- Charles-Louis de Hohenlohe-Langenbourg (1762-1825) époux de la comtesse Amélie-Henriette de Solms-Baruth.
- Louise-Éléonore de Hohenlohe-Langenbourg (1763-1837) épouse du duc Georges Ier de Saxe-Meiningen.
- Gustave-Adolphe de Hohenlohe-Langenbourg (1764-1796).
- Christine-Caroline de Hohenlohe-Langenbourg (1765-1768).
- Louis-Guillaume de Hohenlohe-Langenbourg (1767-1768).
- Christian-Auguste de Hohenlohe-Langenbourg (1768-1796).
- Caroline de Hohenlohe-Langenbourg (1769-1803).